# کوه البا
کوه البا (به عربی: جبل علبة) کوهی است که در مصر واقع شده‌است. کوه البا ۱٬۴۳۵ متر بالاتر از سطح دریا واقع شده‌است.